# گلوشکا
گلوشکا (به بلغاری: Glushka) یک منطقهٔ مسکونی در بلغارستان است که در شهرستان دریانوو واقع شده‌است.